# باتشان (مقاطعة فراشبند)
باتشان (بالفارسية: باچان) هي قرية تقع في قسم نوجين الريفي (مقاطعة فراشبند) في إيران. يقدر عدد سكانها بـ 181 نسمة بحسب إحصاء 2016.